# William Blake
William Blake (Londres, 28 de noviembre de 1757-Londres, 12 de agosto de 1827) fue un poeta, pintor y grabador británico. Aunque permaneció en gran parte desconocido durante el transcurso de su vida, actualmente el trabajo de Blake se tiene en alta estima. Por la relación que en su obra tienen la poesía y sus respectivos grabados, suele ponerse a Blake como ejemplo del «artista total». Según el periódico The Guardian, «William Blake es, con gran margen, el mayor artista que Gran Bretaña ha producido».
Considerar los logros de Blake en poesía o en las artes visuales por separado sería perjudicial para entender su obra: Blake veía estas dos disciplinas como dos medios inseparables de un mismo esfuerzo espiritual unificado. Ambas son necesarias para apreciar correctamente su trabajo. Por esta razón, las ediciones ilustradas de la obra de Blake no habían sido especialmente valoradas en el pasado, hasta que los avances en las técnicas de impresión permitieron una mayor difusión, al hacerse sus obras más accesibles.
Para ver un mundo en un grano de arena
y un paraíso en una flor silvestre,
sostén el infinito en la palma de la mano
y la eternidad en una hora.
(Fragmento de Augurios de inocencia)

## Infancia y familia
Blake nació en el 28 de Broad Street, Golden Square, Londres, en una familia de clase media nueva, en 1757. Su padre era calcetero. Se cree que pertenecieron a una secta religiosa radical denominada Dissenters. La madre de Blake, Catherine Wright, y su primer marido habían pertenecido a la Iglesia de Moravia, y algunos críticos advierten ciertos ecos moravianos en la poesía de Blake. La Biblia fue una influencia temprana y profunda en Blake, y seguiría siendo una fuente de inspiración crucial durante toda su vida.
Desde una edad temprana Blake tuvo visiones, la más precoz fue cuando, en Peckham Rye, teniendo alrededor de nueve años vio un árbol lleno de ángeles «adornando con destellos, como estrellas, cada rama». De acuerdo con el biógrafo victoriano de Blake, Alexander Gilchrist, después de tener la visión regresó a su casa y lo comentó, escapando de una paliza de su padre por la intervención de su madre. Aunque todas las evidencias sugieren que los padres apoyaban a Blake y eran de tendencia muy liberal, su madre parece que fue especialmente su defensora; varios dibujos y poemas primerizos de Blake decoraban las paredes de su habitación.
En otra ocasión, Blake observó a los segadores trabajando, y vio «figuras angelicales caminando entre ellos». Es posible que otras visiones ocurrieran antes de estas: más adelante en su vida, la esposa de Blake, Catherine, le recordaría la vez que vio la cabeza de Dios «colocada en la ventana». La visión, recordaba Catherine a su marido, le dejó gritando.
Blake comenzó a grabar copias de dibujos de antigüedades griegas, llegando su padre a comprarle algunas (una indicación más del apoyo que sus padres le dieron). Blake prefería realizar estas copias a inventar sus propios dibujos. A partir de estos dibujos, Blake encontró su primera exposición a las formas clásicas, a través del trabajo de Rafael, Miguel Ángel o Alberto Durero, artistas que no gozaban entonces de igual reconocimiento, pero que Blake creía superiores a aquellos de las escuelas flamencas y venecianas. La influencia de estas obras clásicas en sus pinturas puede apreciarse en su obra posterior.
Sus padres conocían su temperamento testarudo y no le enviaron a la escuela sino que le permitieron acceder a la escuela de dibujo de Henry Pars, donde aprendió los fundamentos de este arte. Leía ávidamente los temas que él mismo elegía. Durante este período, Blake también hacía exploraciones en la poesía; sus primeros trabajos mostraban el conocimiento de Ben Jonson y Edmund Spenser.

## Aprendizaje con Basire

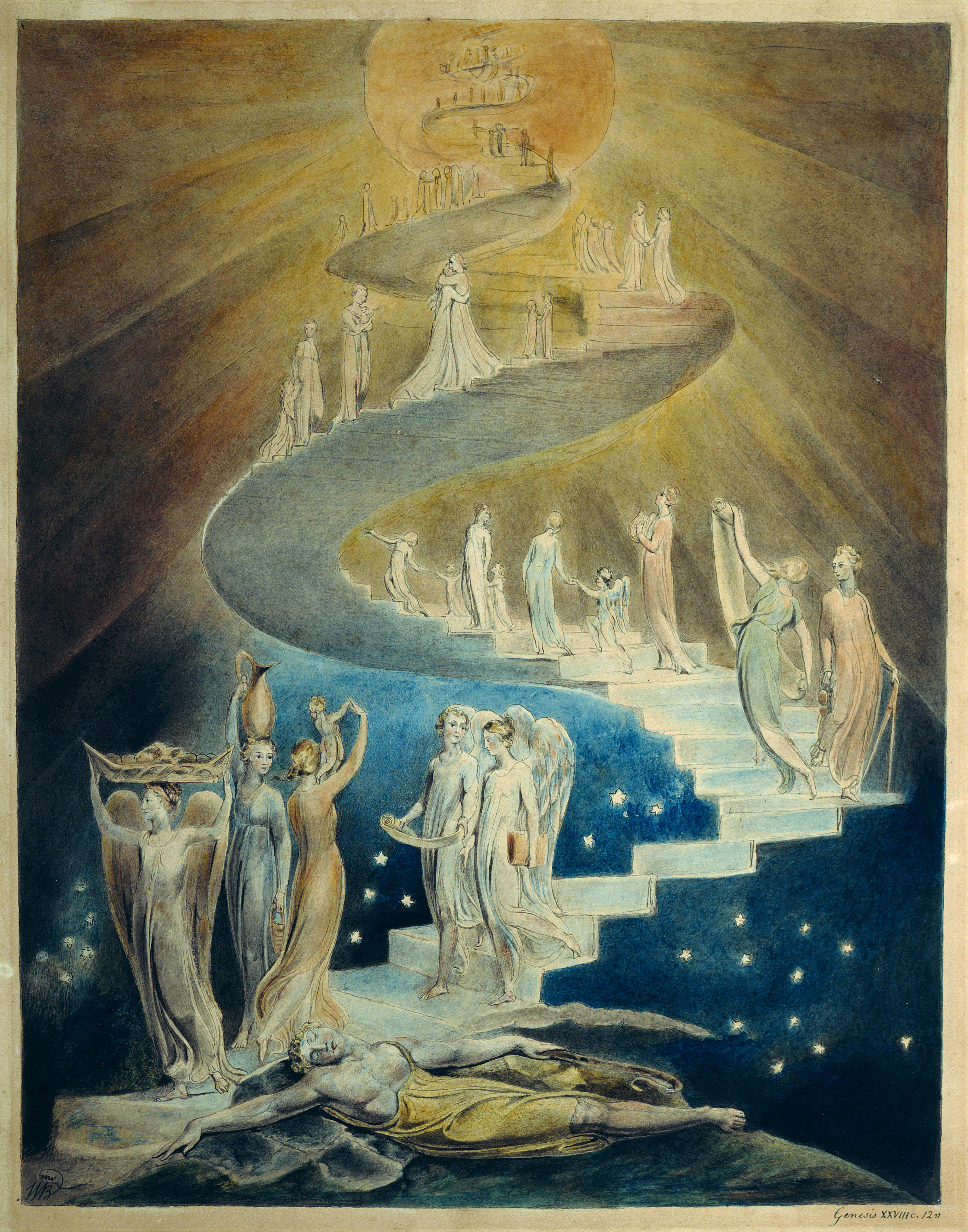
Escalera de Jacob

El 4 de agosto de 1772, a la edad de catorce años, Blake comenzó sus siete años de aprendizaje con James Basire, grabador de la Society of Antiquaries y de la Royal Society, en el 31 de Great Queen Street. El estilo de Basire, que muchos consideraban anticuado, encajaba más con el estilo personal de Blake; sin embargo, la instrucción en esta forma anticuada pudo haber tenido después un efecto perjudicial en sus intentos por adquirir trabajo o reconocimiento al final de su vida.
Durante este tiempo Blake aprendió la complicada técnica de los grabados tal como se hacían en la Inglaterra de finales del siglo XVIII. Se cree que algunas de las ilustraciones de Blake durante esta época pudieron ser las de A New System, or an Analysis of Ancient Mythology de Jacob Bryant, y Sepulchral Monuments in Great Britain de Richard Gough. Sin embargo muchos de los trabajos que llevaban a cabo los aprendices en aquella época eran firmados por el maestro, de modo que no podemos saberlo con seguridad.
Basire era, al parecer, un buen profesor para Blake: no hay registros de ningún desacuerdo serio entre los dos durante el período de aprendizaje de Blake. Sin embargo, más adelante, Blake agregaría el nombre de Basire a su lista de adversarios artísticos, para tacharlo después. Durante su aprendizaje, Basire le envió a realizar copias de iglesias góticas de Londres, y especialmente para copiar los grabados de las tumbas de los reyes y reinas en la Abadía de Westminster (posiblemente para terminar con una pelea entre Blake y James Parker, otro de los aprendices). Las primeras obras que pueden atribuirse con toda seguridad a Blake muestran su interés por la historia y la leyenda británica, más tarde unificaría estas obras en Joseph of Arimathea among the Rocks of Albion.
La abadía de Westminster tenía a finales del XVIII un aspecto completamente distinto al actual, estaba adornada con armaduras, efigies funerales pintadas y trabajos de cera multicolor. Fueron particularmente las experiencias de Blake en la abadía las que comenzaron a formar en el artista los fundamentos de sus ideas y su estilo artísticos. Blake empleó muchas tardes realizando bosquejos de la catedral, durante las cuales era en ocasiones interrumpido por alumnos de la escuela de Westminster. En una ocasión un estudiante molestó tanto a Blake que este le golpeó haciéndole caer contra un andamio en el suelo, «sobre el cual cayó con gran violencia». En la abadía, Blake tuvo otras visiones de una gran procesión de monjes y sacerdotes, que caminaban bajo el sonido de «un canto litúrgico y una coral».

## La Royal Academy

Pintura al temple que muestra el Libro de Job

En 1779, a los 21 años, Blake pasó a ser estudiante de la Royal Academy en Old Somerset House. A pesar de que su educación allí no requería ningún pago por su parte, tuvo que conseguir sus propios materiales de trabajo durante los seis años de aprendizaje. Allí se rebeló contra lo que consideraba como el estilo inacabado de pintores de moda como Rubens, defendido por Joshua Reynolds, primer presidente de la escuela. Con el tiempo, Blake empezó a detestar la actitud de Reynolds sobre el arte, especialmente su búsqueda de «la verdad y la belleza general». Reynolds en sus Discourses sostenía que «la tendencia a la abstracción era la mayor gloria de la mente humana». Blake, en un escrito privado respondió que «generalizar es ser un idiota, particularizar es la única distinción del mérito». Sentía Blake aversión también por la aparente humildad de Reynolds, que veía como una forma de hipocresía. En lo artístico, Blake prefería la exactitud clásica de sus primeras influencias, Miguel Ángel y Rafael a los óleos de Reynolds, que eran más «a la moda».
En junio de 1780, mientras caminaba hacia la tienda de Basire, Blake fue arrastrado por una multitud violenta que asaltaba la prisión de Newgate de Londres. La muchedumbre llevaba escarapelas (cintas) en sus gorros, como símbolo de apoyo a la insurrección de las colonias norteamericanas. Atacaron a los guardias de la prisión con palas y picos, antes de prender fuego al edificio. Los amotinados escalaron hasta el tejado y lo demolieron, liberando a los prisioneros. Blake se encontraba en la primera fila de la multitud durante el ataque. Muchos biógrafos creen que acompañó a la multitud siguiendo un impulso.
Estos disturbios eran la respuesta a un proyecto de ley del parlamento que revocaba las sanciones contra los católicos. Se les ha venido a denominar los tumultos de Gordon debido a lord George Gordon (cuya asociación protestante incitó a las revueltas) y provocaron una ráfaga de legislaciones por parte del gobierno de Jorge III, así como la creación de la primera fuerza policial británica.

## Matrimonio

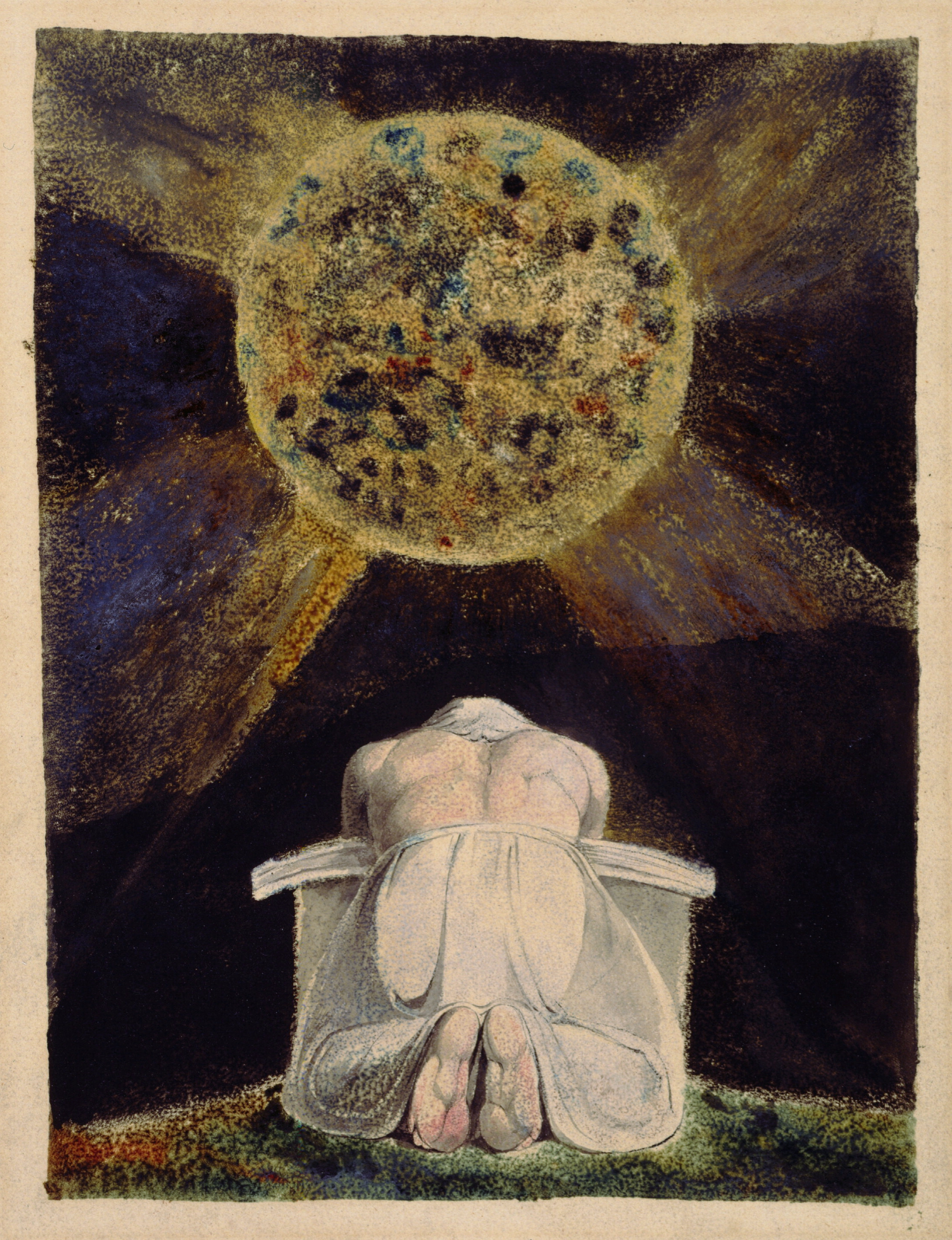
Imagen de The Song of Los

En 1782 Blake conoció a John Flaxman, que llegaría a ser su patrón, y a la que sería su esposa, Catherine Boucher. Blake había propuesto matrimonio a otra mujer y esta lo había rechazado. Tras contarle a Catherine y su familia la historia, ante la compasión mostrada por esta, Blake declaró que la amaba. Se casaron el 18 de agosto de 1782 en la iglesia de St. Mary, Battersea. Catherine era por entonces analfabeta, y firmó con una x su contrato marital. Más adelante Blake le enseñó a leer y escribir, así como a realizar grabados. Durante su vida, Catherine fue una inestimable ayuda para Blake, ayudando a imprimir sus trabajos iluminados y manteniendo su alegría estable tras numerosas desgracias. Su matrimonio, aunque sin hijos, continuó fiel y afectuoso durante el resto de la vida de Blake.
George Cumberland, uno de los fundadores de la National Gallery, llegó a ser un admirador del trabajo de Blake. La primera colección de poemas de Blake, Poetical Sketches, se publicó durante 1783. Después de la muerte de su padre, William y su hermano Robert abrieron una imprenta (1784) y comenzaron a trabajar con el editor radical Joseph Johnson. En la casa de Johnson, Blake conoció a algunos de los principales intelectuales disidentes de su época de Inglaterra, como el científico Joseph Priestley, el filósofo Richard Price, el pintor Johann Heinrich Füssli, que sería más tarde amigo suyo, la escritora y feminista Mary Wollstonecraft y el revolucionario americano Thomas Paine. Blake, al igual que William Wordsworth o William Godwin, tenía puestas grandes esperanzas en las revoluciones francesa y americana; de hecho, acostumbraba a llevar una gorra roja como señal de solidaridad con los revolucionarios franceses. Sin embargo, sus esperanzas se vieron truncadas con Maximilien Robespierre y el Reinado del Terror durante la Revolución francesa [cita requerida].
Mary Wollstonecraft llegó a ser amiga íntima de Blake, que ilustró su Original Stories from Real Life (1788). Al parecer, tenían visiones similares sobre la igualdad de sexos y la institución del matrimonio. En Visions of the Daughters of Albion de 1793 Blake condenó la absurda crueldad de la castidad y el matrimonio sin amor y defendió el derecho de la mujer a su completa autorrealización.
En 1788, Blake comenzó a experimentar la técnica del aguafuerte, método usado para ilustrar la mayoría de sus libros de poemas. Este proceso se denomina también impresión iluminada y su producto se llama libros iluminados o impresiones iluminadas. La impresión iluminada implicaba escribir el texto de los poemas en planchas de cobre con plumas y cepillos, usando un medio resistente al ácido. Las ilustraciones podían aparecer junto al texto, como en los manuscritos iluminados medievales. Luego bañaba las placas en ácido para disolver el cobre no tratado y dejar únicamente el diseño. Las páginas impresas con estas placas tenían que ser recoloreadas a mano con pinturas al agua y después se cosían para formar un volumen. Blake utilizó esta técnica en cuatro de sus trabajos: Canciones de Inocencia y de Experiencia, The Book of Thel, El matrimonio del cielo y el infierno y Jerusalén.

## Postura social
Blake aborrecía la esclavitud y creía en la igualdad de géneros y razas. Varios de sus poemas y pinturas expresan una noción de humanidad universal. Conservó un interés activo por los acontecimientos sociales y políticos durante toda su vida, aunque a menudo se vio forzado a disimular el idealismo social y transformar las declaraciones políticas en alegorías místicas protestantes. Blake rechazó toda forma de autoridad impuesta: de hecho, fue acusado por asalto y por pronunciar expresiones revolucionarias o sediciosas y de traición contra el rey, en 1803 pero fue absuelto de estos cargos en las sesiones de Chichester.
"Cada cosa existente tiene tanto derecho a la Vida Eterna como Dios, quien es el sirviente del hombre”
En sus últimas obras, se observa una ampliación de su tema social, pues una lectura atenta a sus obras y sin prejuicios ideológicos permite encontrar en ellas un análisis de la revolución industrial y del expansionismo colonialista sin precedentes en la propia obra blakeana ni en la literatura de la época. Muestra de ello es el siguiente pasaje de Los cuatro Zoas, donde todas las concepciones esbozadas por Blake en sus profecías anteriores aparecen anudadas con referencias históricas, y cuyo desvelamiento ideológico del imperialismo expansionista mantiene a esta fecha una vigencia sobrecogedora:
“...en sus arraigadas entrañas, en la más oscura noche, donde Urizen tiene su asiento, la sombra germinó.
Y Urizen vio, y triunfó, y proclamó a sus guerreros:
‘El tiempo de la Profecía ha terminado, y todo este universal atavío ahora poseo, los hilos del cielo que mis manos tejerán como una túnica sobre mis hombros.
Consumiendo en poder y gloria lo que debe ser consumido
caminaré a través de los vastos campos de Eternidad.
Un Dios, no un hombre; un Conquistador arrebatado de gloria...’
Construyó primero las corporaciones, navíos comerciales y buques armados para surcar los mares, mientras en tierra los niños se venden a la industria en las más penosas condiciones, trabajando día y noche, hasta que su vida extingue, y espectrales formas adoptan en su sombría desesperación.
A miles los esclavos, amontonados en las bodegas, cruzan el bronco mar.
Rechinantes sus cadenas, el Imperio Universal gime.”

Para Blake, la liberación implicaba un cambio radical de la percepción humana. Dicho cambio se hallaba estrechamente interrelacionado con la abolición de los sistemas opresivos concretos de su tiempo: Iglesia, Estado oligárquico e Imperio.
Fragmento tomado de su obra Jerusalem.
"¿Dónde está el Árbol del Bien y del Mal, que arraigara bajo el cruel talón del Espectro de Albión, el patriarca druídico? ¿Dónde sus sacrificios humanos expiatorios, perpetrados en la guerra y en los templos druidas del Inquisidor, los robledales de Albión que bajo su Espectro la Tierra oscurecían?
¿Dónde están los Reinos del Mundo en toda su gloria, edificados sobre la desolación, fruto del Árbol de la Pobreza de Albión, cuando su tricéfalo gigante Gog-Magog imponía tributos a las naciones instaurando en ellas la desolación....?”

## Últimos años y trabajos
Aunque el matrimonio entre Blake y Catherine fue feliz y entregado hasta el final de su vida, hubo al comienzo problemas, como el analfabetismo de Catherine y el hecho de que no lograron tener hijos. En un momento determinado, siguiendo las creencias de la Swedenborgian Society, Blake sugirió traer a una concubina; a Catherine le apenó la idea y Blake la desechó.
Más adelante, Blake vendió una gran cantidad de trabajos, en especial sus ilustraciones de la Biblia, a Thomas Butts. Hacia 1800, Blake se trasladó a una casa de campo en Felpham (actual West Sussex), para llevar a cabo el trabajo de ilustrar las obras de William Hayley, un poeta mediocre. En este lugar Blake escribió Milton: a Poem, que sería publicado entre 1805 y 1808.

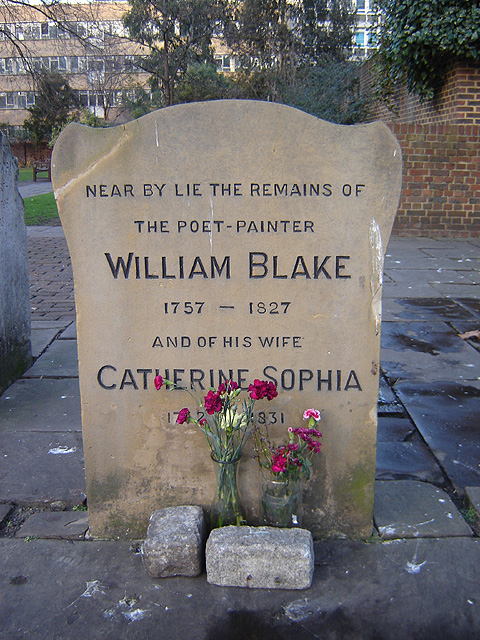
Monumento cerca de la tumba no marcada de Blake en Londres

Las opiniones de Blake sobre la opresión y la restricción de libertades se extendían a la Iglesia. Blake se consideraba un seguidor de la filosofía unitaria, y también manifestó ser Chosen Chief de la Ancient Druid Order desde 1799 a 1827. Sus creencias espirituales se hacen notar en los poemas de Canciones de experiencia (de 1794), en los que Blake hace una distinción entre el Dios del Antiguo Testamento, cuyas restricciones rechazaba, y el del Nuevo Testamento (Jesucristo), que consideraba una influencia positiva.
Blake regresó a Londres en 1802 y comenzó a escribir e ilustrar Jerusalén (1804 a 1820). Fue presentado por George Cumberland a un joven artista, John Linnell. A través de Linnell, Blake conoció a Samuel Palmer, que pertenecía a un grupo de artistas que se denominaban los «Antiguos de Shoreham» (Shoreham Ancients). Este grupo compartía con Blake el rechazo a las tendencias modernas y su creencia en una nueva era espiritual y artística. A la edad de 65, Blake comenzó a trabajar en las ilustraciones para el Libro de Job. Estos trabajos merecieron la alabanza de John Ruskin, que comparó favorablemente a Blake con Rembrandt.
William Blake murió en 1827 y fue enterrado en una tumba sin nombre, en el cementerio de Bunhill Fields, Londres. Se levantó un monumento para él y su esposa cerca del lugar, que fue concretado en 2018. Su vida se podría resumir en su declaración: «La imaginación no es un estado: es la existencia humana en sí misma». Blake ha sido reconocido como santo por la Ecclesia Gnóstica Catholica. En 1949 se estableció en su honor en Australia el premio Blake al mejor arte religioso.

## William Blake y la pintura
La pintura de Blake, basada en visiones fantásticas de rico simbolismo, tiene cierta influencia de Miguel Ángel, por la musculatura de sus figuras y los escorzos a los que las somete. Aplicó su arte pictórico para ilustrar tanto composiciones propias como ajenas: el Paraíso perdido de Milton (una de sus obras favoritas), o Las noches, de Edward Young. La relación que hay entre los poemas y las ilustraciones es compleja y exige imaginación por parte del lector, ya que se basa no tanto en el tema del poema en sí como en la sensación que este transmite.

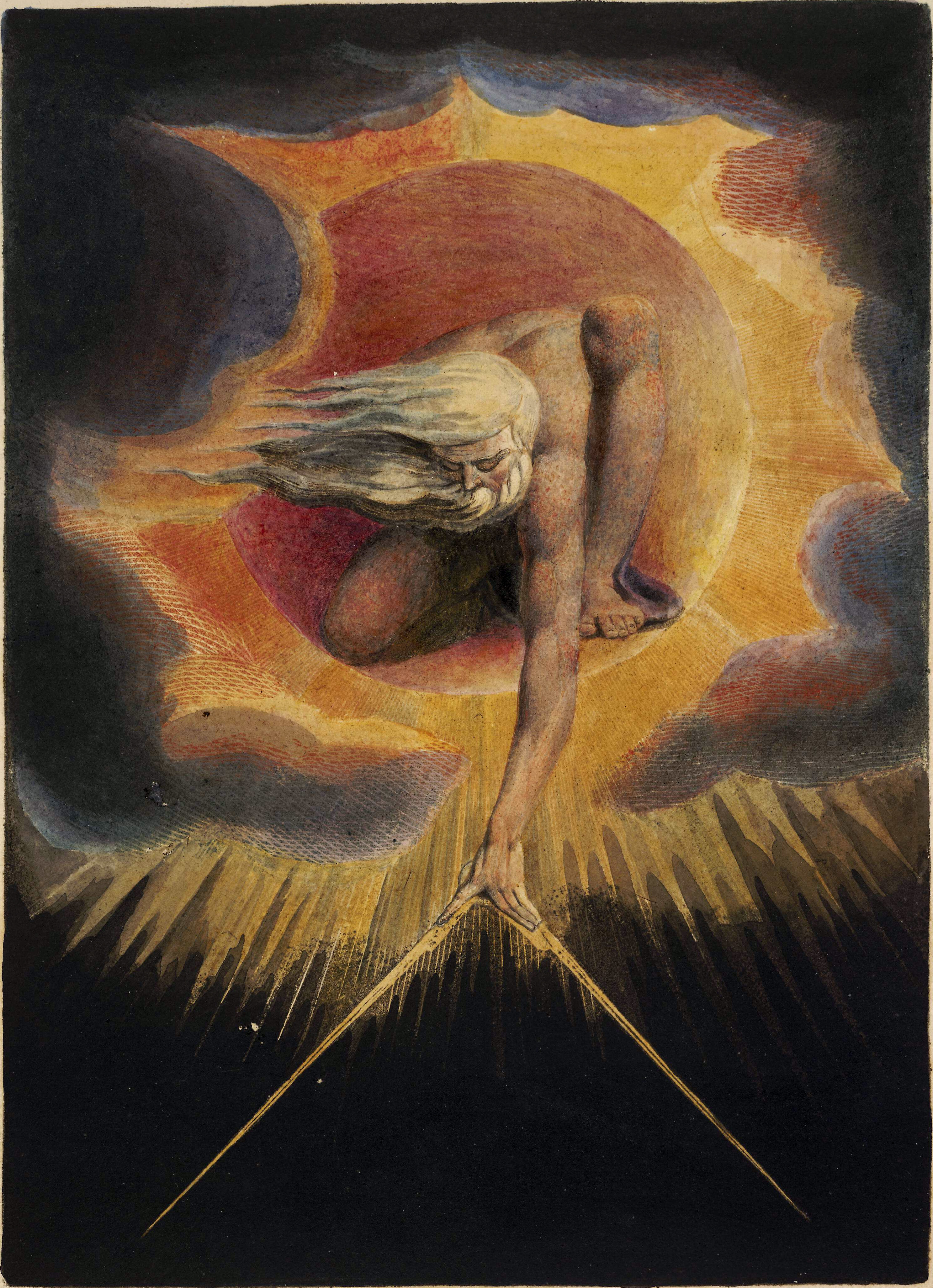
El anciano de los días
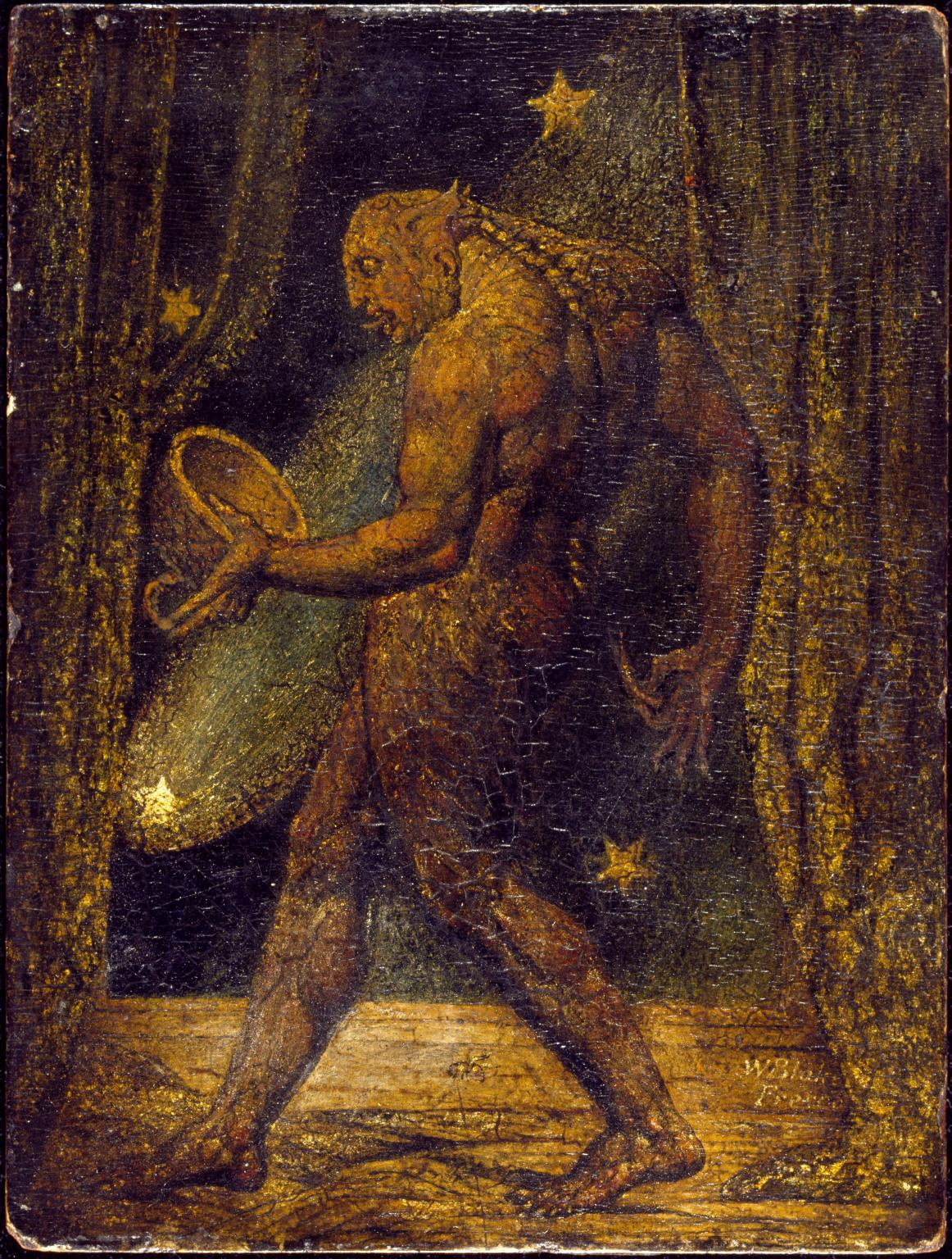
El Fantasma de una Pulga
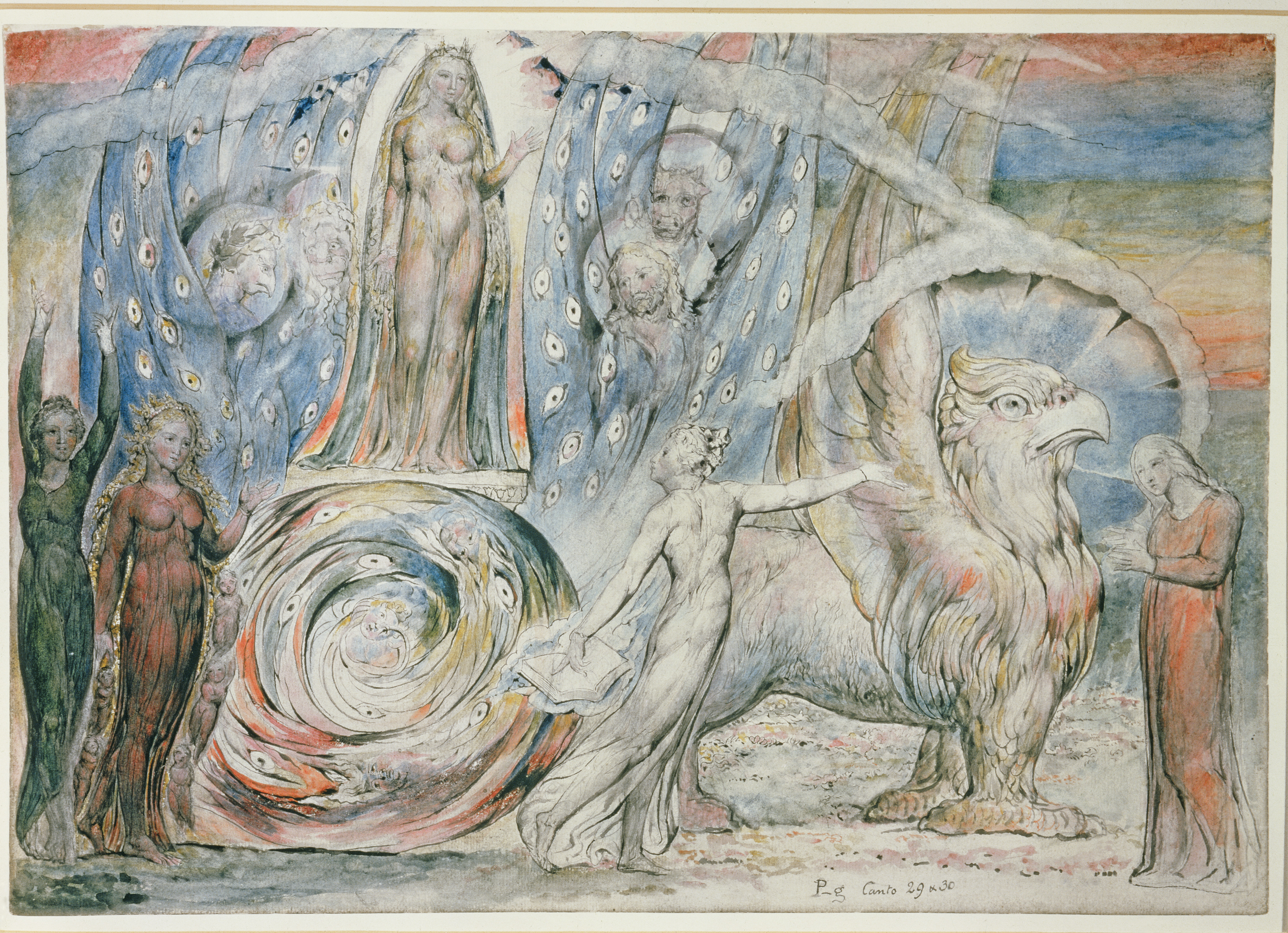
El infierno de Dante
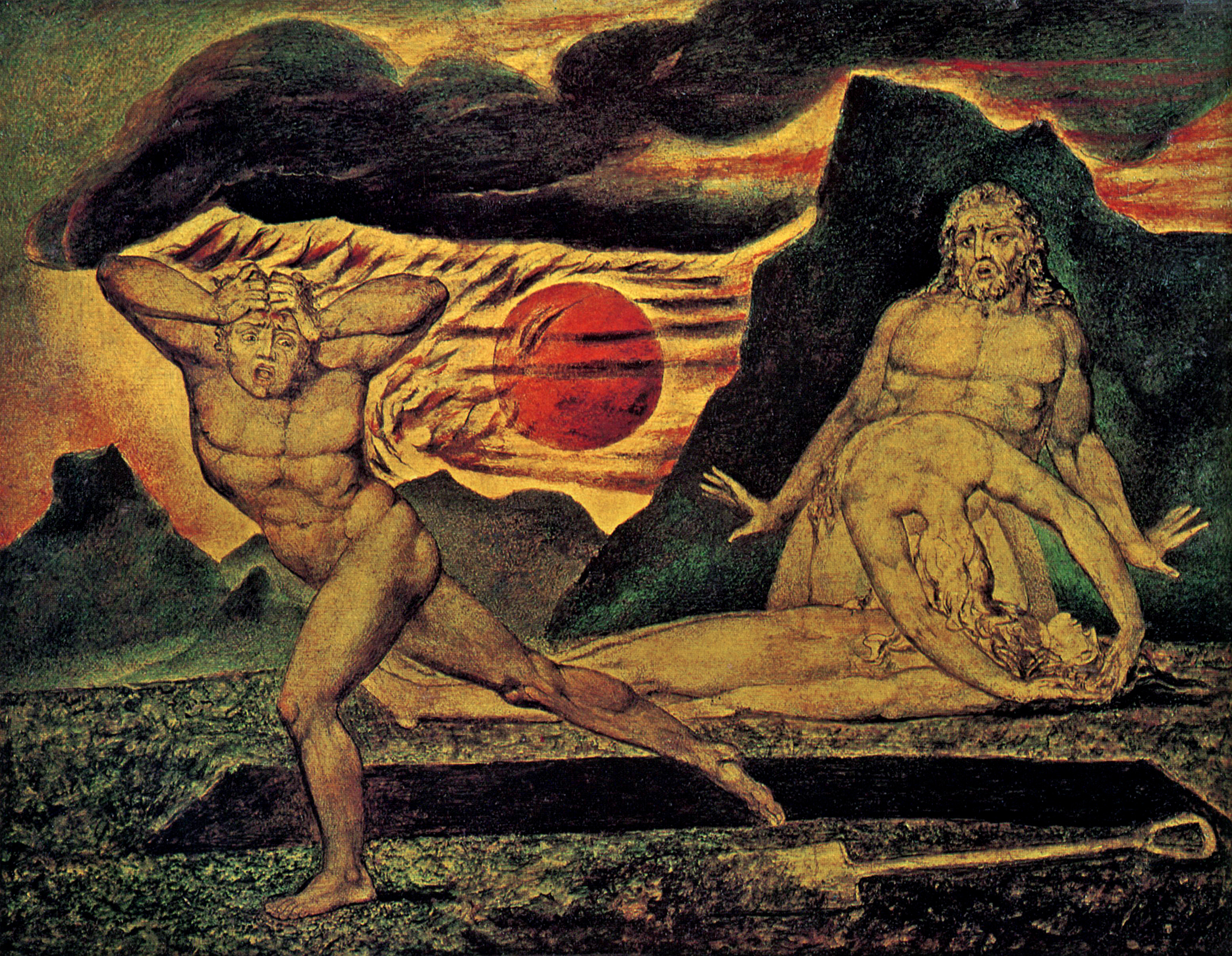
Abel
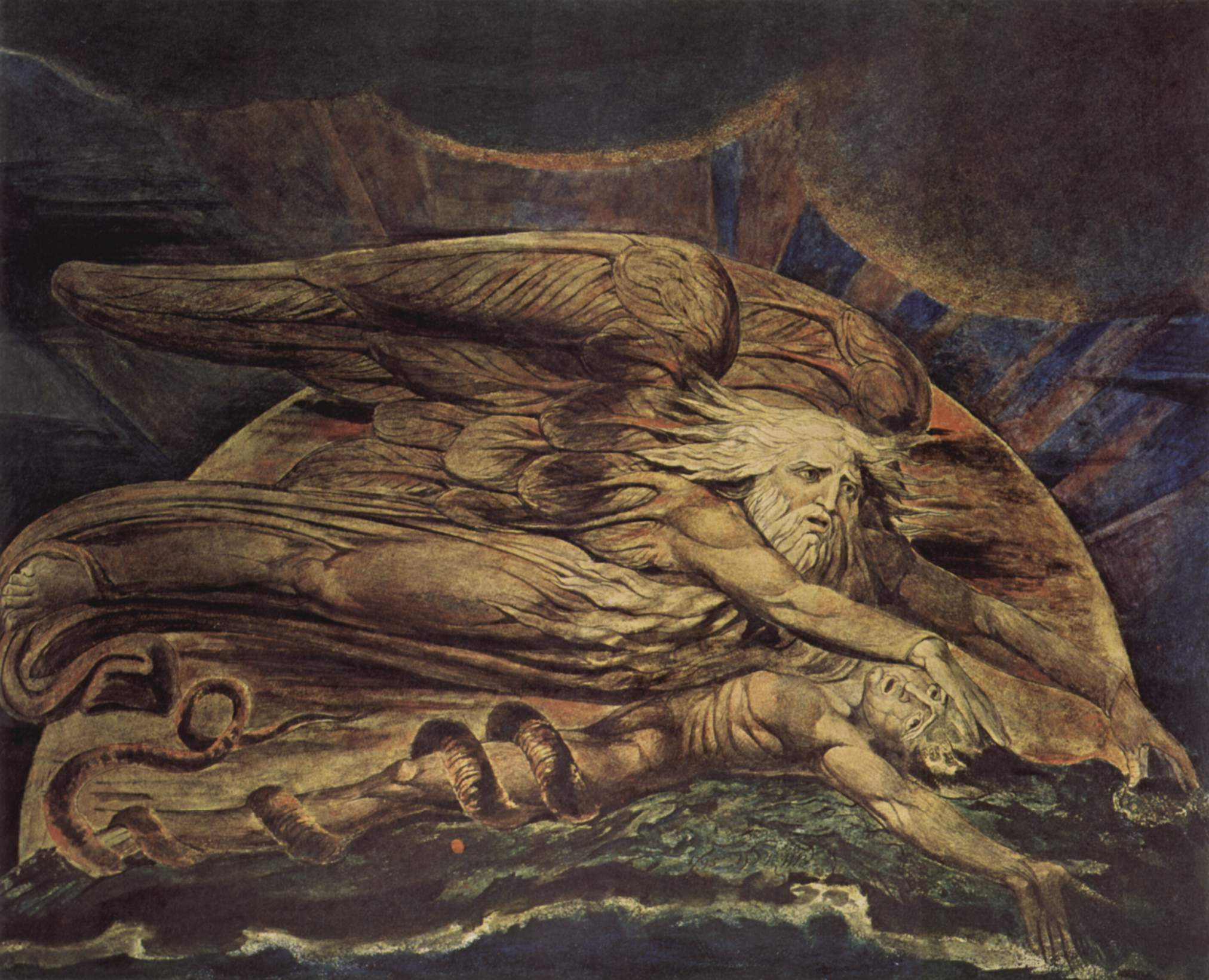
Elohim creando a Adán
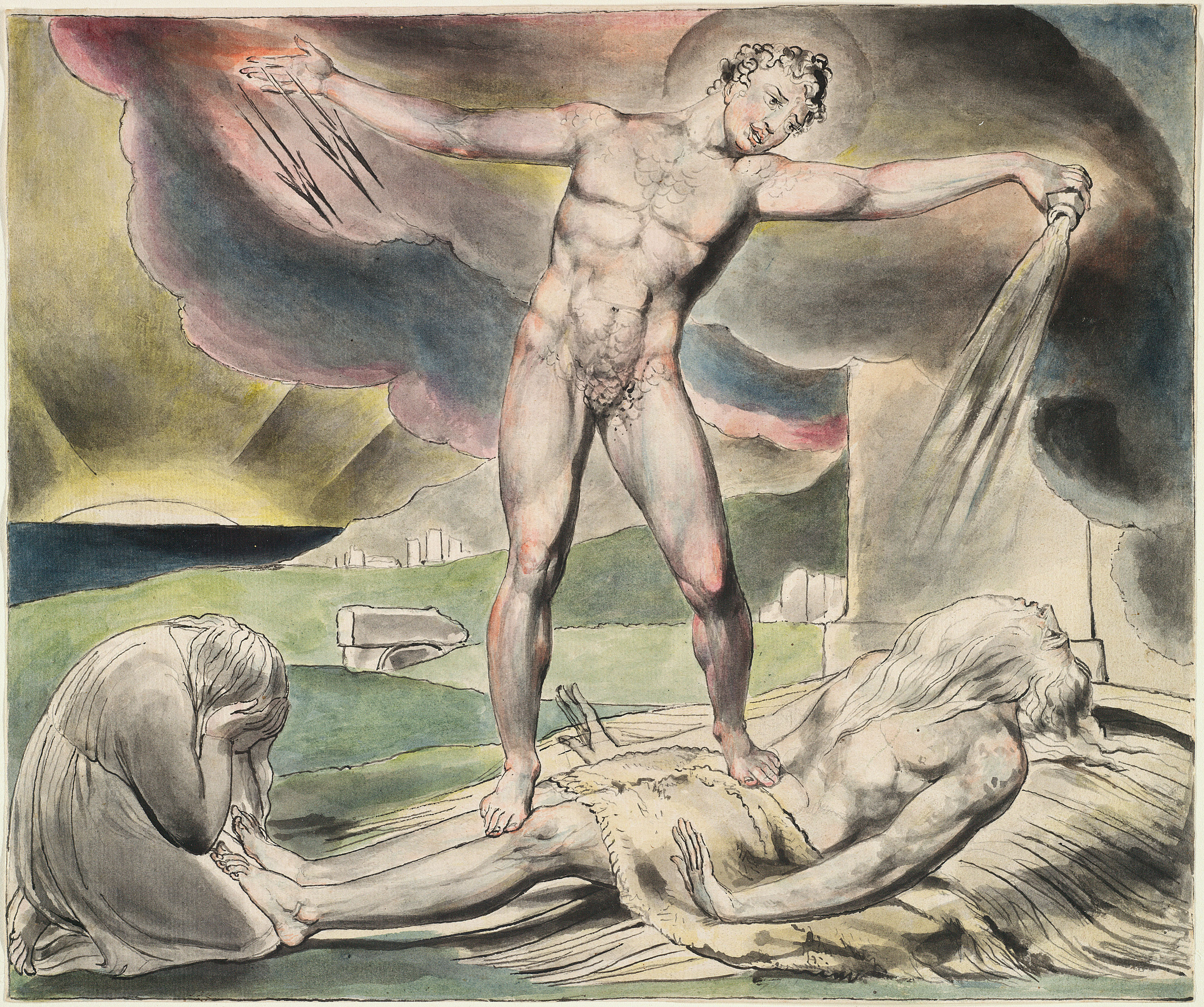
El Diablo cubre de pústulas a Job
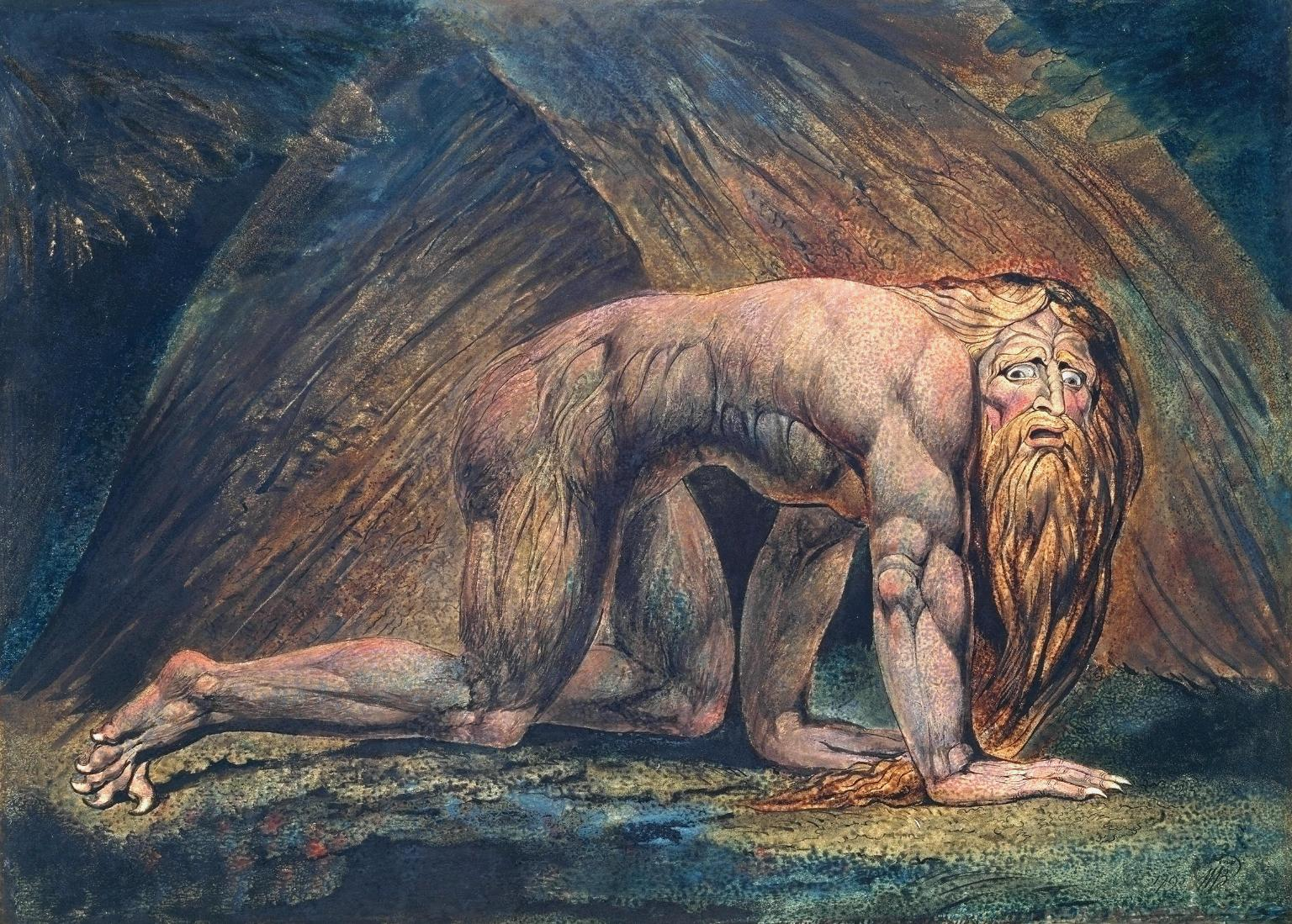
Nabucodonosor
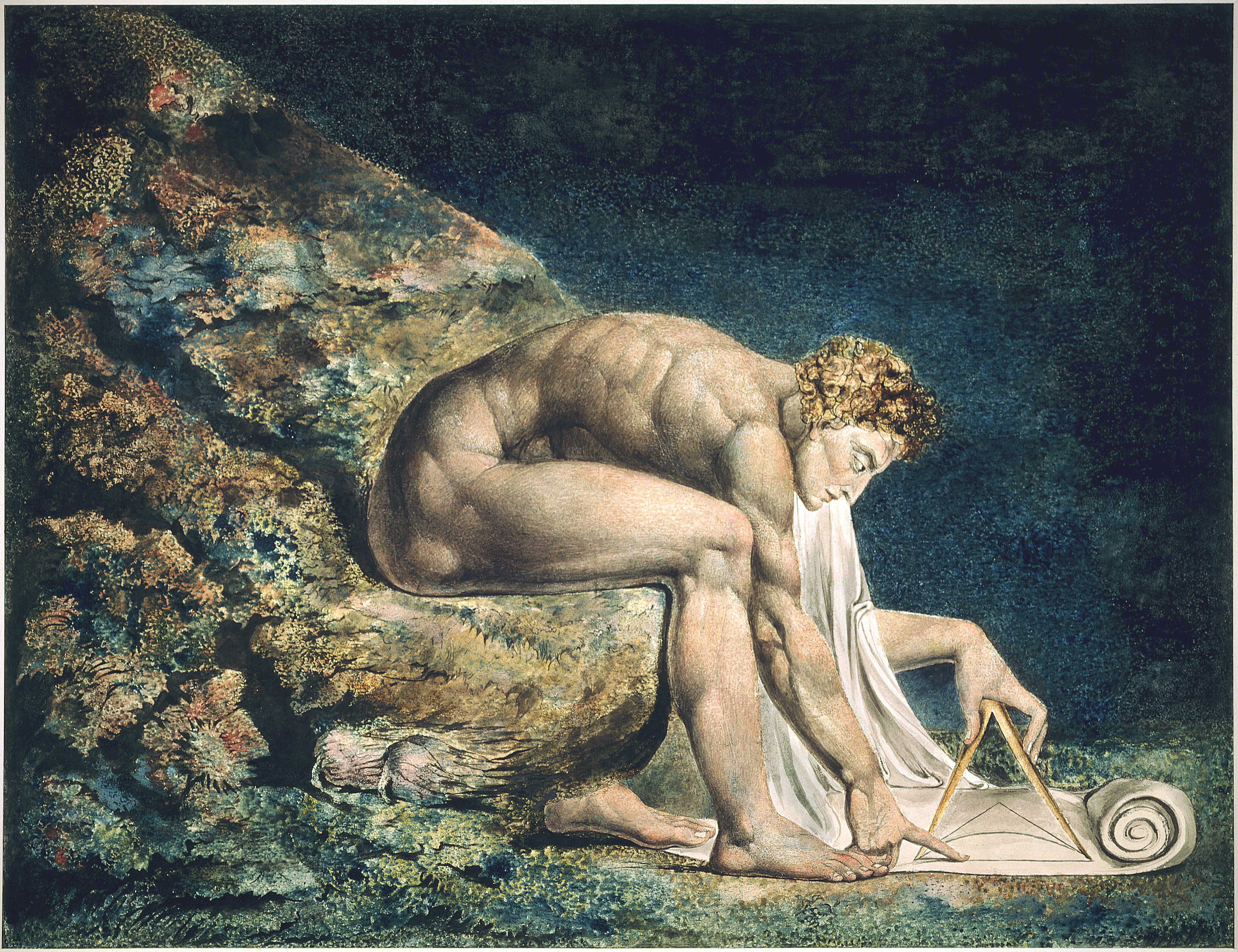
Newton

## Obra
Como apunta certeramente Kathleen Raine, «para Blake, vivir según la Imaginación es el secreto de la vida. Los “dioses” de la razón, el sentimiento, la inspiración y los sentidos físicos no son más que aspectos de esa vida única de la Imaginación, “la propia existencia humana” que lo abarca todo en conjunto. No hay nada fuera de la Imaginación, que es inmortal, eterna e inagotable».
Carlos Javier González Serrano

### Libros iluminados
- h.1788: All Religions are One
  - There is No Natural Religion
- 1789: Songs of Innocence (Cantares de inocencia).
  - The Book of Thel
- 1790-1793: The Marriage of Heaven and Hell (El matrimonio del cielo y el infierno)
- 1793: Visions of the Daughters of Albion (Las visiones de las hijas de Albión)
  - America: a Prophecy (América: una profecía)
- 1794: Europe: a Prophecy (Europa: una profecía)
  - The First Book of Urizen (El libro de Urizen)
  - Songs of Experience (Canciones de experiencia)
- 1795: The Book of Los
  - The Song of Los
  - The Book of Ahania
- h.1804-h.1811: Milton: a Poem" (Milton: un poema)
- 1804-1820: Jerusalem: The Emanation of The Giant Albion (Jerusalén)

### No iluminados
- 1783: Poetical Sketches
- 1786: Una isla en la luna
- 1789: Tiriel
- 1791: The French Revolution
- 1797: The Four Zoas

### Ilustrados por Blake
- 1791: Mary Wollstonecraft, Original Stories from Real Life
- 1797: Edward Young, Night Thoughts
- 1805-1808: Robert Blair, The Grave. Estas estampas fueron grabadas por Louis Schiavonetti a partir de los originales de William Blake y fueron reestampados para el libro Meditaciones Poéticas de José Joaquín de Mora, a quien le sirvieron de inspiración para la creación de doce poemas propios.
- 1808: John Milton, Paraíso perdido.
- 1819-1820: John Varley, Visionary Heads.
- 1820-1825: James Hervey, Epitome of James Hervey's Meditations among the Tombs.
- 1821: R. J. Thornton, Virgil.
- 1823-1826: El libro de Job.
- 1825-1827: Dante, La Divina Comedia (inacabado).

## Edición en castellano
- Libros proféticos de William Blake. Prólogo Patrick Harpur. Trad. Bernardo Santano Moreno. Dos tomos, cartoné. Colección Imaginatio vera. Vilaür: Ediciones Atalanta. 2013, 2014, 2023 (segunda edición). ISBN 978-84-940941-5-6 / ISBN 978-84-942276-2-2.
- William Blake. La visión eterna. Cartas, manifiestos y ensayos. Selección, traducción y edición por Javier Calvo, tapa dura, Colección Artefactos. Editorial La Felguera. 2021. ISBN 978-84-122610-5-9.
- Augurios de inocencia. Trad. Fernando Castanedo. Madrid: Ediciones Cátedra. 2020. ISBN 978-84-376-4130-0.
- Todas las religiones son una / No hay religión natural. Trad. David Francisco. Zaragoza: Pregunta Ediciones. 2014. ISBN 978-98-943044-2-2.
- Una isla en la luna. Trad. Fernando Castanedo. Madrid: Ediciones Cátedra. 2014. ISBN 978-98-376333-4-3.
- Ilustraciones al Libro de Job. Prólogo de Javier Calvo. Trad. Raquel Duato. Madrid: La Felguera Editores. 2014. ISBN 978-98-942187-3-6.
- Poesía Completa. Trad. Andrés Maldonado. Buenos Aires: Editorial Cygnus. 2012. ISBN 978-98-7239-844-6.
- Ver un mundo en un grano de arena. Trad. Jordi Doce. Edición bilingüe. Madrid: Visor Libros. 2009. ISBN 978-84-9895-021-2.
- Matrimonio del cielo y del infierno. Sevilla: Renacimiento. 2007. ISBN 978-84-8472-336-3.
- El demonio es parco: aforismos. (agotado). México: Verdehalago. 2006. ISBN 968-9103-10-5.
- Tiriel: El libro de Thel. Madrid: Artemisa ediciones. 2006. ISBN 84-96374-39-4.
- Matrimonio del cielo y el infierno. Los cantos de experiencia. Madrid: Visor Libros. 2003. ISBN 978-84-7522-087-1.
- El matrimonio del cielo y el infierno. Trad. Fernando Castanedo. Madrid: Ediciones Cátedra. 2002. ISBN 84-376-2000-7.
- Prosa escogida. Barcelona: Dvd ediciones. 2002. ISBN 84-95007-68-1.
- Milton: un poema. Barcelona: Dvd ediciones. ISBN 84-95007-69-X.
- El libro de Urizen. Madrid: Ediciones Hiperión. 2002. ISBN 978-84-7517-737-3.
- Antología bilingüe. Madrid: Alianza editorial. 2002. ISBN 84-206-7326-9.
- Las amazonas: un estudio de los mitos atenienses. Madrid: Fondo de Cultura Económica. 2001. ISBN 84-375-0516-X.
- Los bosques de la noche. Valencia: Pre-textos. 2001. ISBN 84-8191-402-9.
- El matrimonio del cielo y del infierno. (3ª edición). Madrid: Ediciones Hiperión. 2000/2005. ISBN 978-84-7517-646-8.
- Jerusalén, la emanación del gigante Albion. Castellón: Universidad Jaume I. Servicio de comunicación y publicaciones. 1997. ISBN 84-8021-122-9.
- Canciones de inocencia y de experiencia. Madrid: Ediciones Cátedra. 1987. ISBN 84-376-0668-3.
- Blake. Poesía completa. (6ª edición). Barcelona: Ediciones 29. 1984/2003. ISBN 84-7175-372-3.
- Blake. Poesía completa (Edición bilingüe). (Dos tomos) Barcelona: Editorial Río Nuevo. 1980. ISBN 84-7175-185-2.
- Cantos de inocencia. Cantos de experiencia. Barcelona: Editorial Bosch. 1977. ISBN 84-7162-690-X.
- Poemas y Profecías. Ediciones Assandri, Córdoba, Argentina. Traducción de Enrique Caracciolo Trejo. 1957.